# Ferdinand Vilém Popel z Lobkowicz
Ferdinand Vilém Popel z Lobkowicz (16. srpna 1647 – 24. ledna 1708) byl český šlechtic, příslušník bílinské větve šlechtického rodu Lobkoviců, v roce 1670 byl povýšen do říšského hraběcího stavu. Byl císařským komořím, radou nad apelacemi, nejvyšším lovčím Českého království a královským místodržícím v Čechách.

## Původ a život
Narodil se jako syn Františka Viléma Popela z Lobkowicz (14. srpna 1616 – 26. února 1670) a jeho manželky (svatební smlouva 28. dubna 1658) Alžběty Eusebie Marie z Talmberka.
Stal se císařským komořím, v roce 1667 radou nad apelacemi, dále byl královským místodržícím a v roce 1681 nejvyšším lovčím Českého království. Spolu se svým bratrem Oldřichem Felixem Popelem z Lobkowicz (1650–1722) byl 21. června 1670 povýšen do stavu říšských hrabat.
Ferdinand Vilém se v roce 1708 smrtelně zranil při lovu. Po tragické smrti jeho bratra Oldřicha Felixe měla být v místě, kde oba přišli ke smrtelným úrazům, vystavěna rodinná hrobka. Kaple nikdy nebyla dostavěna, zachovala se v podobě zříceniny.

## Majetek
Vlastnil Jezeří a Nové Sedlo. Majetek odkázal svému bratru Oldřichu Felixu Popelovi z Lobkowicz.

## Rodina
Oženil se v roce 1676 (svatební smlouva 23. září 1673) s Ludmilou Františkou Vítovou ze Rzavého (14. duben 1656 – 16. březen 1711), dcerou svobodného pána Mikuláše Aleše Víta ze Rzavého na Dobřejovicích a Kateřiny Salomeny Příchovské z Příchovic. V manželství se narodily dvě děti, které však Ferdinand Vilém přežil:
- 1. Jan Bedřich (21. 3. 1677 – 1706)
- 2. Václav Jáchym Josef Jiří (27. 11. 1678 – † mlád)

Pro Ludmilu Františku to byl už druhý sňatek, poprvé se provdala za Karla z Hammersdorfu.